# Diana Morán Garay
Diana Elsa Morán Garay (Cabuya, distrito de Chame, Panamá; 17 de noviembre de 1929 - Ciudad de México; 10 de febrero de 1987) fue una docente, dirigente magisterial, escritora, poeta e investigadora panameña y exiliada en México en sus últimos años.

## Biografía
Nacida en el distrito de Chame (provincia de Panamá Oeste) de parte de docentes rurales, durante su niñez se trasladó a la capital panameña, específicamente al barrio popular de Santa Ana. Cursó estudios secundarios en el Instituto Nacional de Panamá, donde se involucró en movimientos estudiantiles de izquierda y antiestadounidenses, sobre todo con el rechazo del Convenio Filós-Hines de 1947. En 1954 se graduó de la Universidad de Panamá como profesora de educación secundaria, con especialización en español.
Inicialmente trabajó como docente en el Colegio Salomón Ponce Aguilera (distrito de Antón) y luego en el Colegio Fermín Naudeau (en la capital panameña). Su experiencia en el primer colegio la acercó con campesinos pobres. Al mismo tiempo, se integró a la Asocación de Profesores de Panamá (Asoprof) donde fue dirigente docente y se posicionó como secretaria de cultura y asuntos educativos en la organización. Participó activamente en la movilización docente durante los sucesos del 9 y 10 de enero de 1964, hecho que se reflejó posteriormente en sus obras.
En 1965 publicó Gaviotas de cruz abierta, siendo reconocida con el Premio Ricardo Miró en el mismo año.
Tras el golpe de Estado en Panamá de 1968, como dirigente magisterial mantuvo oposición al nuevo régimen militar, sin embargo en 1969 fue detenida y posteriormente exiliada a México, donde residió por el resto de su vida.
En esta etapa obtuvo el doctorado en Letras Hispánicas en El Colegio de México con una tesis titulada Cien Años de Soledad: novela de la desmitificación (1979). Fue investigadora y docente en el Centro de Estudios Lingüísticos y Literarios en la Universidad Autónoma Metropolitana, Unidad Iztapalapa.
Su trabajo literario se basa en lo social y revolucionario, con toques de nostalgia y erotismo. Se enfocó en la crítica literaria y la poesía, con particular detalle en el desarrollo crítico en mujeres literarias. Realizó ensayos sobre las narrativas de José Emilio Pacheco, Gabriel García Márquez y la literatura femenina contemporánea mexicana. En 1984 creó un taller literario que acercó a colegas mexicanas y centroamericanas dentro de El Colegio de México, y que póstumamente en 1993 recibió el nombre de Taller de Teoría y Crítica Literaria Diana Morán.
Tras su muerte, sus cenizas fueron arrojadas en el canal de Panamá en 2004, como su última voluntad. En 2021, el gobierno panameño develó un monumento conmemorativo en la localidad natal de Cabuya.

## Obras publicadas
- Eva definida (1959)
- Soberana presencia de la patria (1964)
- Gaviotas de cruz abierta (1965)
- En el nombre del hijo (1966)
- Poesía joven de Panamá (coautora, 1971)
- Ficción e historia: la narrativa de José Emilio Pacheco (junto con Ivette Jiménez de Báez y Edith Negrín, 1979)
- Reflexiones junto a tu piel (1982)
- Manual de iniciación literaria (texto escolar, 1997)